# 東京工科大学附属日本語学校
東京工科大学附属日本語学校（とうきょうこうかだいがくふぞくにほんごがっこう、英略：JST）は、東京都大田区に所在する私立の日本語学校である。

## 概要
日本語及び日本文化教育を主としている。入学時期は4月・7月・10月で、その時期により修業年限が異なる。日本語能力試験および日本留学試験に対応しており、在学中に関連学校で行われる授業や各種イベントにも参加可能となっている。
財団法人日本語教育振興協会および東京都各種学校認定校。

## 設置課程
国際日本語科
- 進学2年コース
  - 4月入学者が対象。「読む・書く・話す・聞く」の総合的日本語能力修得を目標とする。また、日本語能力試験1級取得や日本留学試験合格、卒業後に日本国内の大学及び専門学校への進学を目標とする。

- 進学1年9か月コース
  - 7月入学者が対象。日本語能力試験2級以上取得、卒業後に日本国内の学校への進学に十分な力を余裕を持ってつけることを目標とする。
- 進学1年半コース
  - 10月入学生が対象。日本語能力試験2級以上取得、卒業後に日本国内の学校への進学を目標とする。

## 沿革
- 2007年 - 開学

## 学生生活
- ウェルカムパーティー
- キャンパスフェスティバル
- 浅草散策
- スポーツイベント
- スピーチ大会
- 日本文化体験
- その他、各種校外授業

## 交通・アクセス方法
- JR東日本（京浜東北線）・東急（池上線・東急多摩川線）蒲田駅、・京急（本線・空港線）京急蒲田駅より北へ約400m[1]（徒歩：3分[1]）

## 関連校
- 東京工科大学

## 公式サイト
- 東京工科大学附属日本語学校